# 玛雅潘联盟

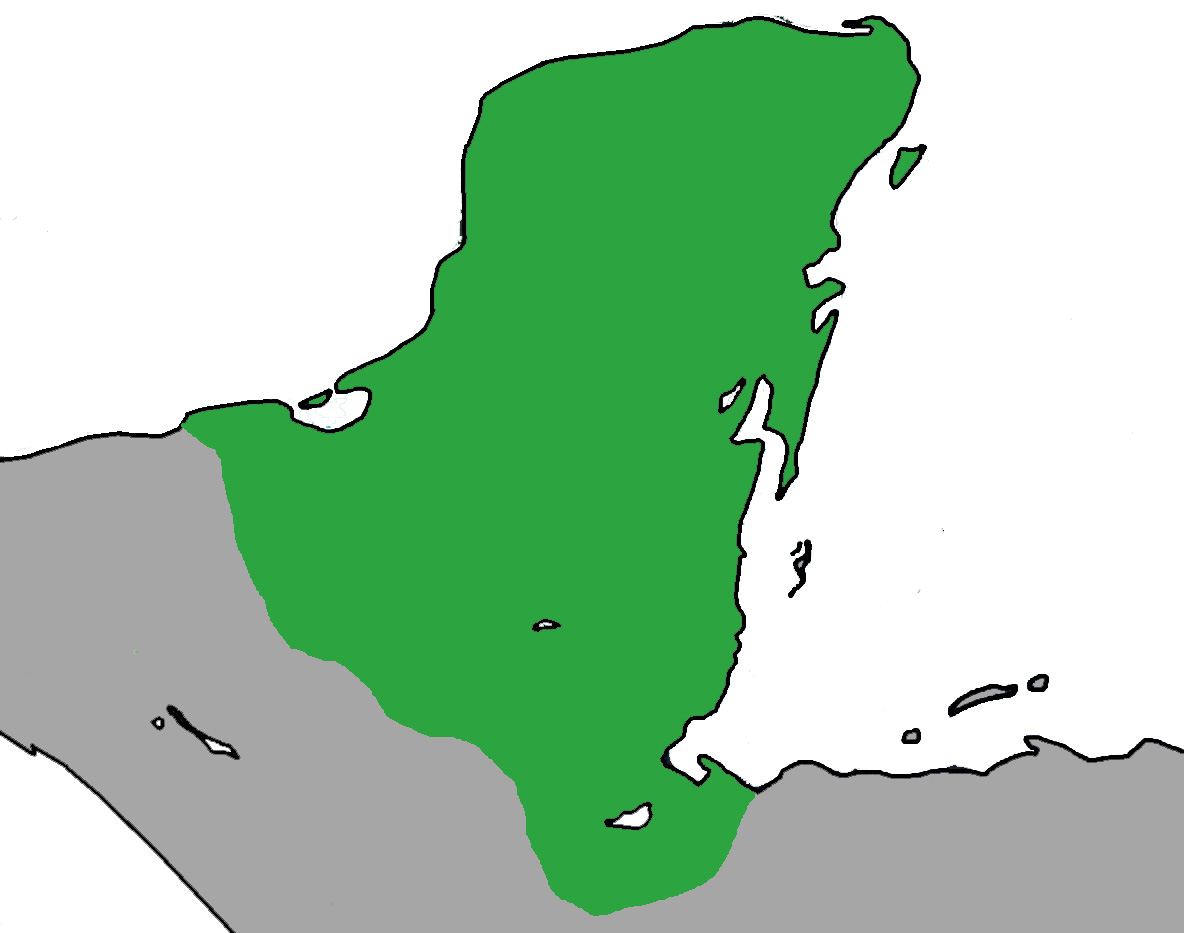
约1200年，玛雅潘联盟鼎盛时期的势力范围

玛雅潘联盟（尤卡坦玛雅语：Luub Mayapan）是中美洲后古典时期尤卡坦半岛上一系列玛雅城邦的联盟。  
联盟的主要成员包括伊察、图图尔-希乌、玛雅潘和乌斯马尔。  
“玛雅潘”的意思是“玛雅的旗帜”。